# Navallo (Riós)
Navallo (llamada oficialmente San Vicente do Navallo) es una parroquia y un lugar del municipio español de Riós, en la provincia de Orense, Galicia.

## Etimología
Derivado de "nava", "llanura entre montañas".

## Toponimia
La parroquia también es conocida por el nombre de San Vicente de Navallo.

## Organización territorial
La parroquia está formada por tres entidades de población:
- El Mente (O Mente)
- Navallo (O Navallo)
- Pena do Souto

## Demografía

### Parroquia
| Gráfica de evolución demográfica de Navallo (parroquia) entre 2000 y 2023 |
|                                                                           |
| Datos según el nomenclátor publicado por el INE.                          |

### Lugar
| Gráfica de evolución demográfica de Navallo (lugar) entre 2000 y 2023 |
|                                                                       |
| Datos según el nomenclátor publicado por el INE.                      |